# Міхаліс Яннакакіс
Міхаліс Яннакакіс (грец. Μιχάλης Γιαννακάκης; 13 вересня 1953) — професор інформатики Колумбійського університету. Відомий за дослідження обчислювальної складності, баз даних та інших пов'язаних напрямків. Лауреат премії Дональда Кнута (2005).